# Holkar Stadium
Das Holkar Stadium ist ein Cricket-Stadion in Indore, Indien. Es ersetzte das Nehru Stadium als die Austragungsstätte internationaler Cricket-Spiele.

## Kapazität & Infrastruktur
Das Stadion hat eine Kapazität von 30.000 Plätzen und ist mit einer Flutlichtanlage ausgestattet. Die beiden Wicketenden sind das Pavilion End und das GAIL-Madhav Rao Scindia End.

## Internationales Cricket
Das erste One-Day International im Iqbal Stadion wurde im April 2006 zwischen Indien und England ausgetragen. Seitdem war es Spielstätte mehrerer internationaler Begegnungen. Das erste Test-Match in diesem Stadion fand im Oktober 2016 zwischen Indien und Neuseeland statt.

## Nationales Cricket
Das Stadion ist die Heimstätte von Madhya Pradesh im nationalen indischen Cricket.